# Oliver Schwabe
Oliver Schwabe (* 1966 in Hannover) ist ein deutscher Filmregisseur, Kameramann und Drehbuchautor.

## Leben und Wirken
Oliver Schwabe studierte von 1994 bis 1998 an der Kunsthochschule für Medien Köln bei Jürgen Klauke und absolvierte ein Auslandssemester an der New York University. Seine Diplom-Videoinstallation Verstärker/Intensifier vertrat 1999 die Kunsthochschule für Medien Köln im Rahmen der Ausstellung Digital Bauhaus am Intercommunication Center in Tokio.
2001 drehte er als Kameramann unter der Regie von Jan Krüger den Kurzfilm Freunde/The Whiz Kids, der auf den Internationalen Filmfestspielen von Venedig 2001 als bester Kurzfilm mit einem Silbernen Löwen ausgezeichnet wurde. Ebenfalls 2001 erhielt Oliver Schwabe den Spiridon Neven DuMont Preis.
2002 gründete er zusammen mit Christian Becker „field recordings“. Die Regisseure arbeiten unter diesem Label im Spielfilmbereich als Regie- und Autorenduo zusammen.
Ihr erster, von Wim Wenders produzierter Kinospielfilm Egoshooter, in dem Tom Schilling einen orientierungslosen Jugendlichen spielt, der ein Videotagebuch führt, kam 2005 in die Kinos. Ihr zweiter gemeinsamer Kinospielfilm Zarte Parasiten mit Robert Stadlober in der Hauptrolle, erzählt die Geschichte eines Pärchens, welches sich als menschliche Dienstleister durchschlägt. Der Film feierte 2009 auf den Internationalen Filmfestspielen von Venedig 2009 seine Weltpremiere.
2007 gründete Oliver Schwabe zusammen mit Christian Becker die Field-Recordings Filmproduktion, die vorwiegend Dokumentarfilme produziert.
Von 1998 bis 2010 war Oliver Schwabe Herausgeber von insgesamt 12 Videotagebüchern in der Redaktion von Horst Königstein und seit 2005 realisiert er Dokumentarfilme mit hauptsächlich popkulturellen Themen. Sein Film Keine Atempause – Düsseldorf, der Ratinger Hof und die neue Musik wurde 2016 für den Preis für Popkultur nominiert. Ebenfalls 2016 feierte sein Film Die Höhle von Eppendorf – Das legendäre Onkel Pö auf dem Hamburger Filmfest seine Premiere. 2017 kam sein von Bildersturm Filmproduktion und Arte co-produzierter Film Tokio Hotel – Hinter die Welt in die Kinos. 2018 wurde sein Film Asi mit Niwoh – Die Jürgen Zeltinger Geschichte auf dem Film Festival Cologne für den besten Dokumentarfilm NRW nominiert. Ebenfalls 2018 erhielt sein Film EXODUS – Berichte von vier unbegleiteten minderjährigen Flüchtlingen die Nominierung für den Deutschen Menschenrechts-Filmpreis. 2020 wurde sein Film Die Liebe Frisst Das Leben mit dem Deutschen Dokumentarfilmpreis ausgezeichnet.
2012 drehte er als Kameramann unter der Regie von Lars Jessen die Mockumentary Fraktus. 2014 übernahm er die Kameraarbeit in Was bin ich wert? von Peter Scharf. 2016 zeichnet er sich als Director of photography für das Kamerakonzept von Wellness für Paare von Jan Schütte verantwortlich. Der auf Improvisationen der Darsteller beruhende Fernsehfilm wurde mit 20 Kameras gedreht und erhielt 2017 den Ensemblepreis des Deutschen Schauspielerpreises 2017. 2018 drehte er in gleicher Konstellation unter der Regie von Jan Schütte Klassentreffen, Es folgen 2019 der Tatort: Das Team und die Komödie „Das Begräbnis“ (2020).
Darüber hinaus arbeitet Oliver Schwabe seit Anfang der 1990er Jahre mit dem Architekturfotografen Hans-Georg Esch zusammen und war an der Konzeption der Buchveröffentlichung Cities Unknown beteiligt. Seit 2010 realisiert er zusammen mit Hans Georg Esch Architekturfilme.
Schwabe ist Mitglied der Deutschen Filmakademie, seit 2019 Vertretungsprofessor für Fernsehdramaturgie / kreative Fernsehproduktion mit dem Schwerpunkt Dokumentarfilm an der Kunsthochschule für Medien Köln, Köln (KHM) und seit 2021 Professor für Film an der FH Dortmund.

## Filmografie (Auswahl)

### Fernsehfilme
- 2006: My Generation (NDR, Dokumentarfilm, Regie, Buch, 175min)
- 2007: Disco Love Machine (NDR, Dokumentarfilm, Regie, Buch 175min)
- 2008: Stardust (NDR, Dokumentarfilm, Regie, Buch, 90min)
- 2009: Berlin Lost in Time and Space (NDR, Dokumentarfilm, Regie, Buch, 90min)
- 2010: Ich, Ringo und das Tor zur Welt (NDR, Spielfilm, Regie, Buch – zusammen mit Jan Bonny, 90min)
- 2010: Hamburg Calling (NDR, Dokumentarfilm, Regie, Buch, 90min)
- 2010: Jerusalem Calling (NDR, Dokumentarfilm, Regie, 45min)
- 2013: Heino – Made in Germany (arte/rbb, Dokumentarfilm Regie, Buch, 60min)
- 2014: Freddy Quinn und die ewige Sehnsucht (NDR, Dokumentarfilm, Buch, Regie, 60min)
- 2014: Pump Up The Jam – Heroes of Eurodance (arte/rbb, Dokumentarfilm, Buch, Regie, 60min)
- 2015: Jennifer – Sehnsucht nach was Besseres, (NDR, TV-Serie, 3x 30min, Kamera, Regie Lars Jessen)
- 2015: Beat im Pott – (WDR, Dokumentarfilm, Regie, 45min)
- 2015: Lost in Music – Horst Königstein und seine Filme über Beat, Rock und Pop (NDR; Buch, Regie, 45min)
- 2016: Die Höhle von Eppendorf – Das legendäre Onkel Pö (NDR, Dokumentarfilm: Buch, Regie, 60min)
- 2016: Wellness für Paare (WDR, Spielfilm, Regie Jan Schütte, Dop, 90min)
- 2016: Keine Atempause – Düsseldorf, der Ratinger Hof und die Neue Musik (WDR, Dokumentarfilm, Buch, Regie, 45min)
- 2017: I’ve Lost My Mind in Essen – 40 Jahre Rockpalast-Nacht (WdR, Dokumentarfilm, Buch, Regie, 60min)
- 2018: Prince – Sexy Mother F***** (arte/WDR, Dokumentarfilm, Buch, Regie, 52min)
- 2019: Being David Hasselhoff (arte/rbb, Dokumentarfilm, Buch, Regie, 60min)
- 2019: Klassentreffen (WDR, Spielfilm, Regie Jan Schütte, Dop, 90min)
- 2020: Tatort: Das Team (WDR, Spielfilm, Regie Jan Schütte, Dop, 90min)
- 2020: Helga – Die zwei Gesichter der Feddersen (NDR, Dokumentarfilm, Buch, Regie, 90min)
- 2020: From Here – 40 Jahre New Model Army (WDR, Dokumentarfilm, Buch, Regie, 60min)
- 2021: Doro Pesch – The Queen of Metal (WDR, Dokumentarfilm, Buch, Regie, 60min)
- 2021: Inga Rumpf – My Life is a Boogie (WDR, Dokumentarfilm, Buch, Regie, 60min)
- 2022: Das Begräbnis (TV-Serie, 6x45min, Regie: Jan Schütte, DOP)
- 2022: Die Paten von St. Pauli (Doku-Serie, 3x 45 min, Buch, Regie)
- 2022: Barry White – A Dream Of Love (WDR, Dokumentarfilm, Buch, Regie, 60min)
- 2023: Bad Woman Blues – Beth Hart (WDR, Dokumentarfilm, Buch, Regie, 60min)
- 2024: Achim Reichel-Der Spieler (WDR, Dokumentarfilm, Buch, Regie, 60min)
- 2025: REBEL OF POP – MADONNA (arte, Dokumentarfilm, Buch, Regie, 51min)

### Kinofilme
- 1996: Ein Wiegenlied die Welt zum Glühen bringt (Kurzfilm, Buch, Regie – zusammen mit Christian Becker, Kamera)
- 1997: Dont Bring a Dog (Dokumentarfilm, Regie, Buch, Kamera)
- 2001: Freunde/The Whiz Kids (Kamera, Regie Jan Krüger)
- 2003: Die Krokodile der Familie Wandaogo (Dokumentarfilm Kamera, Regie: Britta Wandaogo)
- 2004: Egoshooter (Spielfilm, Buch, Regie zusammen mit Christian Becker, Kamera)
- 2009: Zarte Parasiten[15] (Spielfilm, Buch, Regie zusammen mit Christian Becker, Kamera)
- 2010: Sohnemänner (Spielfilm, Kamera, Regie Ingo Haeb)
- 2012: Fraktus (Spielfilm Regie Lars Jessen, Kamera)
- 2013: Von der Beraubung der Zeit, (Dokumentarfilm, Regie: D. Postrak, J. Neumann, Produzent, Schnitt)
- 2014: Was bin ich wert? (Dokumentarfilm: Kamera)
- 2015: Der Bruder (Kurzfilm, Regie, Buch – zusammen mit Christian Becker, Kamera)
- 2016: Exodus – Berichte von vier unbegleiteten minderjährigen Flüchtlingen (Dokumentarfilm Regie, Buch)
- 2017: Tokio Hotel – Hinter die Welt (Dokumentarfilm: Buch, Regie)
- 2018: Asi mit Niwoh – Die Jürgen Zeltinger Geschichte (Dokumentarfilm: Buch, Regie)
- 2019: Die Liebe frisst das Leben, Tobias Gruben, seine Lieder und die Erde (Dokumentarfilm: Regie, Buch)
- 2024: Die Grube (Kurzspielfilm, zusammen mit Christian Becker, Buch, Regie, Schnitt, Produzent)[16]

### Musikvideos
- 1997 Laub „Frei“ aus dem Album „Kopflastig“ (Kitty-Yo)
- 2012 Messer „Mutmaßungen über Hendrik“ aus dem Album „Im Schwindel“ (This Charming Man / Cargo
- 2013 Messer „Neonlicht“ aus dem Album „Die Unsichtbaren“ (This Charming Man / Cargo)
- 2023 Abwärts „Superfucker“ aus dem gleichnamigen Album (Off Ya Tree Records)
- 2025 Pogendroblem „Great Resignation“ aus dem Album „Die Unsichtbaren“ (KidNap Music)

## Auszeichnungen
- 2001: Spiridon-Neven-DuMont-Preis für Oliver Schwabes Arbeiten an der Kunsthochschule für Medien Köln
- 2001: Silberner Löwe für Freunde/Whiz Kids, Bester Kurzfilm Internationale Filmfestspiele von Venedig 2001, Kamera Oliver Schwabe
- 2003: Deutscher Filmpreis 2003 / Sonderformate für Die Krokodile der Familie Wandaogo, Regie Britta Wandaogo, Kamera Oliver Schwabe
- 2003: 1. Preis für langen Dokumentarfilm für Die Krokodile der Familie Wandaogo, Regie Britta Wandaogo, Kamera Oliver Schwabe, Int. Filmfestival Bolzano, Italien
- 2005: Nominierung New Faces Award für Egoshooter, Beste Regie Newcomer (zusammen mit Christian Becker)
- 2005: Nominierung JJ Star Award für Egoshooter, Jeonju Film Festival, Korea
- 2016: Nominierung Best Short für Der Bruder, La Cabina – Festival international de mediometrajes de Valencia
- 2016: Nominierung Best Actor für Daniel Michel in Der Bruder, International Figari Film Fest
- 2016: Nominierung Best Short NRW Competition, für Der Bruder, Internationale Kurzfilmtage Oberhausen
- 2016: Nominierung Best Short für Der Bruder, 5th Festival Int'l de Cine de Hermosillo, Sonora, Mexico
- 2016: Nominierung Best Short für Der Bruder, Bamberger Kurzfilmtage
- 2016: Nominierung Preis für Popkultur 2016Keine Atempause – Düsseldorf, der Ratinger Hof und die Neue Musik Kategorie Schönste Geschichte
- 2018: Nominierung Filmpreis NRW beim Film Festival Cologne für den Besten Dokumentarfilm Asi mit Niwoh – Die Jürgen Zeltinger Geschichte
- 2018: Nominierung Deutscher Menschenrechtsfilmpreis für Exodus – Berichte von vier unbegleiteten minderjährigen Flüchtlingen
- 2019: Nominierung Filmpreis NRW beim Film Festival Cologne für den Besten Dokumentarfilm Die Liebe frisst das Leben
- 2020: Deutscher Dokumentarfilmpreis für den Besten Musik-Dokumentarfilm Die Liebe frisst das Leben[17]
- 2021: Nominierung Grimme-Preis 2021 / Wettbewerb Information & Kultur für den Dokumentarfilm Helga – Die Zwei Gesichter der Feddersen[18]
- 2024: Best Director für DIE GRUBE, 15. Baku International Filmfestival
- 2024: Nominierung Best Experimental Short Film für Die Grube, Oslo Film Festival
- 2024: Nominierung Best International Short Film für Die Grube, 13th Mumbai Shorts International Film Festival